# Lucie Hadašová
Lucie Hadašová, provdaná Lucie Bednářová Hadašová (* 8. července 1986 Strážnice), je vítězka soutěže Česká Miss 2007.
Střední školu vystudovla v Brně na Obchodní a hotelové škole. Bakalářské studium na brněnské soukromé Vysoké škole aplikovaného práva. Magisterské studium, zakončené titulem Ing., vystudovala na pražské Univerzitě Jana Amose Komenského. Přiznala, že v prosinci 2007 absolvovala v Brně plastickou operaci ke zvětšení poprsí. Od léta 2009 žije s hokejistou Jaroslavem Bednářem, jemuž v září 2010 porodila dceru Denisu a v den svých 27. narozenin (v roce 2013) se za něj provdala. Druhá dcera Vanessa se jim narodila roku 2014 a v srpnu 2023 se jim narodil syn Jaroslav Tobias.
V roce 2007 vyhrála českou soutěž krásy Česká Miss a poté nás reprezentovala na mezinárodní soutěži krásy Miss Universe v Mexiku, kde se umístila na 12. místě (TOP 15).